# امحمد قنانة
امحمد قنانة الزيداني شاعر ليبي، عرف بين الناس بـ (سيدي قنانه).عاش ما بين عامي 1795- 1832م. ولد في بلدة الزيغن الليبية ومدفون بها في ضريح يعرف بضريح سيدي قنانة.

## حياته
ولد بين الأعوام 1765- 1775م في قرية الزيغن، من قرى الجنوب الليبي من جهة منطقة الجفرة، فهي أول بلدة تصل إليها بعد سوكنة. عرف عن الشاعر كثرة التجوال في ربوع الوطن والتنقل بين المناطق الشرقية والغربية، وعاش فترة بين طبرق ودرنة وغريان وطرابلس وغيرها، لأجل كسب المال، ثم العودة إلى قرية الزيغن.

## شعره
اشتهرت أشعاره بالحكمة ومن أشهرها: عزمت عيني، ضيقة الخاطر والحيا المرمادة، تركنا حب الوطن، ليام كيف الريح، ابنادم اللي يخص ماله، الكحل حجره. عرف عنه أنه لم يخرج في شعره الشعبي عن الأغراض الشعرية التقليدية كالوصف والغزل والحكمة وغيرها، وهو يتميز في شعره بسهولة الألفاظ وبالصور المعبرة. هذه الأبيات من قصيدة «عزمت عيني»:
عزمت عيني عزمها ساد بها    رفيع شوفها تظهر على منسبها
عزمها بالنية          وصبرت على فرقا العزيز عليا
واللي قرض ما نال غير السية   ونال الحشومة وزينته خربها
وله قصيدة في الحكمة عن الأيام وتقلبات الدهر يقول فيها:
ليام كيف الريح في الدرجاحة       مره شقا الخاطر ومره راحة
يقدعن ويميلن           ويديرن حوايج ما عليك يخيلن
ويحطن حواهن ع القوى ويشيلن  ويخلن العالي في الوطا مطراحه
أوقات نخدم بيدى     وأوقات يبدو كاثرين عبيدى
وأوقات عشر كباش يبدن عيدي     وأوقات ما نكسب ولا صياحه
للشاعر امحمد قنانه تجربته الكبيرة وبصيرته النافذة ودقة ملاحظاته، والحكمة في شعره تبدو واضحة من خلال تجواله في المناطق والمدن والأحداث التي عاشها وعايشها، حيث جاءت هذه الحكم في قصائده. اقرأ معي قصيدة ضيقة الخاطر التي يقول في مطلعها:
ضيقة الخاطر والحياة المرمادة    تشيب صغير السن قبل انداده
والحياة المنذمة          تشغشب على بنادم تنزح دمه
القل يغبي زول كان مسمى     والمال يشهر ناس ما هم ساده
بلا مال ما تقدر شروط الهمة   وتجواد ما تظهر عليك جوادة
وهذه الأبيات عن الصبر وفيها يتوجه الشاعر إلى النصح والإرشاد
اصبر ودير الصبر تحت اقدامك   واصبر لين يهبلنك سعود ايامك
أصبر مده             وساعد حبيبك لين يوصل حده
وكان قابلك مسعود ما تجّدى    وخلط على مولى القفيز جمالك
اصبر لوطا         وساعد حبيبك نين يقصر شوطه
وليام راهن كيف لعب الخوطة    مره يلزنك ومره تلزهن قدامك
كما تناول الشاعر في شعره سيرة آل سيف النصر وقبيلتهم أولاد سليمان ومآثرهم.